# Jan Ackersdijck

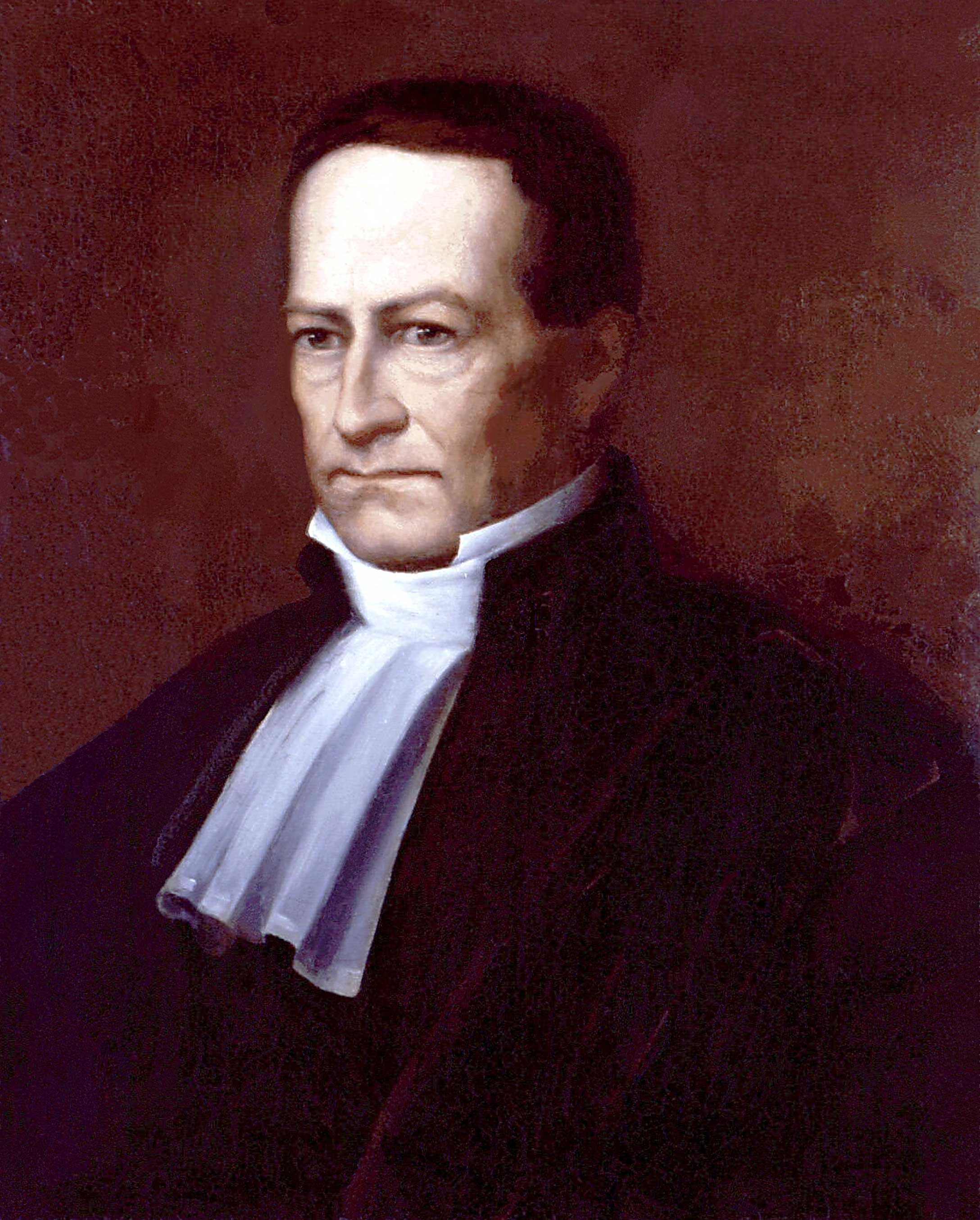
Jan Ackersdijck

Jan Ackersdijck auch: Jan Ackersdijk (* 22. Oktober 1790 in ’s-Hertogenbosch; † 13. Juli 1861 in Utrecht) war ein niederländischer Jurist, Statistiker und Staatsökonom.

## Leben
Jan war der Sohn des Advokats und Sekretärs in ’s-Hertogenbosch Willem Cornelis Ackersdijck (* 12. Dezember 1760 in ’s-Hertogenbosch; † 6. Februar 1843 in Rotterdam) und dessen Frau Maria Cornelia Bowier (* 11. Januar 1753 in ’s Hertogenbosch; † 1. Mai 1827 in Rotterdam). Nach dem Besuch der französischen und der Lateinschule in ’s-Hertogenbosch, wurde er am 9. September 1806 an der Universität Utrecht immatrikuliert, wo er 1807 ein Studium der Rechte begann. Seine prägendsten Lehrer in der Studienzeit wurden Philipp Wilhelm van Heusde und Cornelis Willem de Rhoer. Unter Hermann Arntzenius promovierte er am 31. August 1810 mit der Abhandlung Quaestiones juridicae inaugurales zum Doktor der Rechte. Anschließend betätigte er sich als Advokat in Utrecht und beteiligte sich 1815 bei den freiwilligen Jägern an den Befreiungskriegen. 1817 wurde er am Gerichtshof in Utrecht angestellt und erhielt 1825 einen Ruf als Professor für Staatswissenschaften an die Universität Lüttich, welche Aufgabe er am 31. Dezember 1825 mit der Einführungsrede de utilitate quam studia imprimis historica et politicae peregrinationibus capiunt antrat. Im August 1830 ergriffen die Ereignisse der Belgischen Revolution auch Lüttich, so dass Ackersdijck und seine niederländischen Kollegen die belgischen Provinzen verlassen mussten.
Er zog über Aachen nach Berlin. In Deutschland erhielt er am 6. März 1831 einen Ruf als adjunktierenden Professor der Rechte an die Utrechter Universität. Daher reiste er im Juli ab und trat am 23. August 1831 das ihm übertragene Amt an. Am 4. Januar 1840 wurde er ordentlicher Professor der Staatsökonomie, was er bis zu seiner im Oktober 1860 erfolgten Emeritierung blieb. Als Utrechter Hochschullehrer beteiligte er sich auch an den organisatorischen Aufgaben der Bildungseinrichtung und war 1840/41 Rektor der Alma Mater. Zudem war er Mitglied mehrerer Gelehrtengesellschaften im In- und Ausland. So zum Beispiel wurde er am 7. März 1836 korrespondierendes Mitglied und 23. Februar 1855 ordentliches Mitglied der Königlich Niederländischen Akademie der Wissenschaften, 1813 Mitglied der provinziellen Utrechtschen Gesellschaft der Künste und Wissenschaften, 1832 war er Mitglied der Gesellschaft für niederländische Literatur in Leiden geworden, zudem führte er Mitgliedschaften in der niederländischen Vereinigung für Statistik und der Gesellschaft zur Förderung der Industrie in Haarlem. Auch für politische Belange setzte er sich ein. So wurde er Mitglied des Utrechter Stadtrats und Abgeordneter der provinziellen Staaten von Holland. Der erste wissenschaftliche Praktiker der politischen Ökonomie und Statistik der Niederlande, hatte seine wissenschaftlichen Arbeiten in den verschiedensten wissenschaftlichen Journalen und Zeitschriften der Niederlande hinterlassen. Zudem hegte er eine Vorliebe für ausgedehnte Reisen, so dass sich einiger seiner Werke auch mit Reisebeschreibungen befassen.
Ackersdijck verheiratete sich am 30. August 1843 in Utrecht mit Maria Anna Wallerthum (auch: Walterthum * 1804 in Stolberg (Rheinland); † 24. Oktober 1883 in Utrecht) die Tochter des Andreas Wallerthum und Anna Maria Edenkovens. Aus der Ehe stammen Kinder von diesen kennt man die anerkannte Tochter Adelaide Catharine Joseph Ackersdijck (* 19. Dezember 1826 in Lüttich; † 27. Januar 1900 in ’s-Gravenhage?) verh. 19. Oktober 1848 in Utrecht mit Prof. Cornelis Willem Opzoomer (* 20. September 1821 in Rotterdam; † 23. August 1892 in Oosterbeek) und die Tochter Maria Cornelia Ackersdijck (* 14. März 1848 in Utrecht; † 5. Januar 1893 in Ginneken) verh. 11. Januar 1866 in Utrecht mit Henri Ferdinand Borel (* 10. April 1835 in Maastricht; † 20. Mai 1881 in Breda) verh. II. am 19. April 1888 in Haarlem mit dem Militärarzt und Apotheker Francois Martin Gerard van Walsem (* 28. Juni 1853 in Hoorn; † 1. August 1888 in Teterigen).

## Werke
- Quaestiones juridicales inaugurales. Utrecht 1810.
- Oratio de utilitate quam studia imprimis historica et politica e peregrinationibus capiunt. Lüttich 1826.
- Historia gentium recentiorum politica. 1831.
- Bedenkingen over de korenwetten. Utrecht 1835 (books.google.de).
- Lets over het ontwerp eener zoogenaamde giro-of handelsbank: bij gelegenheid der Recensiën. Rotterdam 1839 (books.google.de).
- Verhaal eener reize in Rusland, gedaan in net jaar 1835. Groningen 1840, 2 Bde., (1. Band).
- Redevoering over Adam Smith. 1842.
- Nederlands financiën. Nationale schuld. Amsterdam 1843 (books.google.de).
- Nederlands muntwezen. Inwisseling der oude munten voor Papier. Utrecht, 1845 (books.google.de).
- Over belastingen en bezuiniging. Utrecht, 1849.
- Over het Collegie van de Raden en Generaalmeesters van de Munt. Utrecht, 1850.
- De Statistiek. 1854.
- Mouvement des idées économiques : progrès des réformes : état de la question coloniale et de l’esclavage en Hollande : communications faites dans la réunion de la Société d’Economie Politique à Paris le 5 Novembre. Utrecht, 1861 (books.google.de).